# Blauvanga
Der Blauvanga (Cyanolanius madagascarinus) ist ein Sperlingsvogel in der Familie der Vangawürger (Vangidae).

## Merkmale
Der Blauvanga ist ein 16–19 cm großer, 19–25 g schwerer, geschickt kletternder Vogel mit eindrucksvollem Gefieder. Das Männchen ist am Rücken, Schwanzoberseite, Kopfoberseite bis zum Schnabel leuchtend blau, Kehle, Hals und Bauch sind weiß. Die Iris ist blau, beim Weibchen  gelblich. Jungvögel weisen blasse Randsäume an Kopf, Rücken und den Flügelfedern auf.

## Verhalten
Man sieht sie meist in Paaren und oft in „Mixed Flocks“, zusammen mit anderen Vanga-Gruppen. Ihr Futter suchen sie oft, indem sie kopfüber an Astenden hängen.

## Verbreitung und Lebensraum
Diese Art lebt auf Madagaskar, den Komoren, und Mayotte, das typische Habitat ist subtropischer oder tropischer Trockenwald sowie feuchte Tieflandwälder.

## Geografische Variation
Es werden folgende Unterarten anerkannt:
- C. m. bensoni Louette & Herremans, 1982 – Grande Comore (Njazidja) im Nordwesten der Komoren
- C. m. comorensis (Shelley, 1894) – „Komoren Blauvanga“ Mohéli (Mwali)
- C. m. madagascarinus (Linnaeus, 1766) (Nominatform)

Der auf den Komoren zu findende „Komoren Blauvanga“ wird meist als Unterart des Blauvangas, mitunter aber als eigene Spezies Cyanolanius comorensis angesehen.

## Gefährdungssituation
Der Bestand gilt als nicht gefährdet (Least Concern).